# Mikhael Akatsuka
Mikhael Akatsuka (japanisch 赤塚 ミカエル Akatsuka Mikhael; * 1. November 2000 in der Präfektur Saitama) ist ein japanischer Fußballspieler.

## Karriere
Mikhael Akatsuka erlernte das Fußballspielen in der Jugendmannschaft der Kashima Antlers sowie in der Universitätsmannschaft der Osaka Sangyo University. Seinen ersten Vertrag unterschrieb er am 1. Februar 2023 bei Azul Claro Numazu. Der Verein aus Numazu, einer Stadt in der Präfektur Shizuoka, spielte in der dritten japanischen Liga. Sein Drittligadebüt gab Mikhael Akatsuka am 5. März 2023 (1. Spieltag) im Auswärtsspiel gegen Kamatamare Sanuki. Bei der 1:0-Niederlage wurde er in der 74. Minute für Hagumi Wada eingewechselt.